# Sarah Hughesová
Sarah Elizabeth Hughesová (* 2. května 1985 New York) je bývalá americká krasobruslařka. Na olympijských hrách v Salt Lake City roku 2002 vyhrála ženský individuální závod. Povedlo se jí to ve věku 16 let a 295 dní a její vítězství patřilo k velkým překvapením. Jejím nejlepším výsledkem na mistrovství světa byl bronz z roku 2001. Dvě třetí místa si připsala i na Grand Prix.
Její otec byl Kanaďan irského původu, matka Američanka židovského původu. K židovskému původu se hlásí, v roce 2005 byla uvedena do Mezinárodní židovské sportovní síně slávy. Otec byl hokejista. Matka přežila rakovinu prsu, proto se Sarah často angažuje v preventivních programech této nemoci a několikrát vystupovala ve spotech přesvědčujících ženy, aby absolvovaly vyšetření na mamografu. Jedna z jejích sester, Emily, je rovněž krasobruslařkou a zúčastnila se olympijských her roku 2006.
Po skončení závodní kariéry se hodně věnovala studiu, roku 2009 získal bakalářský titul na Yaleově univerzitě v oboru americká studia, roku 2018 vystudovala práva na Pensylvánské univerzitě.